# Fernando Scheffer
Fernando Scheffer (Canoas (Brasil), 6 de abril de 1998) es un nadador olímpico brasileño.
Compitió en los Juegos Olímpicos de Tokio 2020 donde consiguió la medalla de bronce en los 200 metros libres, con un tiempo de 1:44:66.
El 14 de diciembre de 2018 se proclamó campeón del mundo en el relevo de 4 x 200 metros libres.

## Primeros años
Scheffer comenzó a ganar protagonismo en el Grêmio Náutico União y en 2018 pasó al Minas Tênis Clube. Su apodo es Monet, debido a una confusión sobre una obra de arte.

## Carrera internacional

### 2016–20
En el Campeonato Mundial de Natación en Piscina Corta de 2016 en Windsor, Ontario, Canadá, Scheffer finalizó en el puesto 25 en los 200 m libre, 33° en los 400 m libre y 40 en los 100 m libre.
El 27 de abril de 2018, participando en la competencia Trofeo Maria Lenk (recorrido largo) en Río de Janeiro, Scheffer rompió el récord sudamericano en la carrera de 200 metros estilo libre en 1:46.08 segundos. Tres días después, rompió el récord sudamericano en la carrera de 400 metros estilo libre en 3:49.06 segundos.
En los Juegos Sudamericanos de 2018, en Cochabamba, ganó dos medallas de oro en los 200 m y 4 × 200 m estilo libre, y una medalla de plata en 4 × 100 m estilo libre.
En el Campeonato Pan-Pacífico de Natación de 2018 en Tokio, Japón, Scheffer hizo su primera participación importante en un torneo internacional, terminando cuarto en los 200 m libre, cuarto en los 4 × 200m libre y 6º en los 400 m libre.
El 25 de agosto de 2018, participando en la competencia del Trofeo José Finkel (recorrido corto) en São Paulo, Scheffer rompió el récord sudamericano en la carrera de 400 metros estilo libre en 3:40.87 segundos.
En el Campeonato Mundial de Natación en Piscina Corta de 2018 en Hangzhou, China, Fernando Scheffer, junto con Luiz Altamir Melo, Leonardo Coelho Santos y Breno Correia, sorprendieron al mundo al ganar la medalla de oro en el relevo de estilo libre de 4 × 200 metros masculino, batiendo el récord mundial, con un tiempo de 6:46.81. El relevo estaba compuesto únicamente por jóvenes entre 19 y 23 años, y no era favorito al oro. En los 400 m libres, rompió el récord sudamericano en eliminatorias, con un tiempo de 3:39.10. Terminó octavo en la final.
El 21 de diciembre de 2018, en el Abierto de Porto Alegre en Brasil, rompió el récord sudamericano de recorrido largo en los 200 metros libres, con un tiempo de 1:45.51. Fue el cuarto tiempo más rápido del mundo en 2018. Rompió cinco récords sudamericanos en 2018.
En el Campeonato Mundial de Natación de 2019 en Gwangju, Corea del Sur, el joven equipo brasileño de relevos de 4 × 200 metros estilo libre, ahora con João de Lucca en lugar de Leonardo Coelho Santos, bajó el récord sudamericano en casi 3 segundos, con un tiempo de 7:07.12 , en calores. Terminaron 7º, con un tiempo de 7:07.64 en la final. Era la primera vez que el relevo de estilo libre de 4x200 m de Brasil se clasificaba para una final del Campeonato Mundial, y el resultado clasificó a Brasil para los Juegos Olímpicos de Tokio 2020. En los 200 metros libres masculinos estuvo muy cerca de clasificarse para la final, finalizando 9º, a sólo 8 milisegundos del 8º puesto. Nadó cerca de su récord sudamericano, terminando 1:45.83 en las semifinales.
En los Juegos Panamericanos de 2019 celebrados en Lima, Perú, Scheffer ganó dos medallas de oro en los 200 m libre y en el relevo 4 × 200 metros estilo libre masculino, rompiendo el récord de los Juegos Panamericanos en el relevo. También ganó la medalla de plata en los 400 m libre.

### Juegos Olímpicos de Verano 2020
En los Juegos Olímpicos de Verano de 2020 en Tokio, Scheffer rompió el récord sudamericano en las series de 200 m libre, con un tiempo de 1:45.05, segundo clasificado para la semifinal. Tras clasificarse con el último puesto de semifinales, Scheffer volvió a superarse en la final, batiendo de nuevo su récord sudamericano por amplio margen, con un tiempo de 1:44.66, obteniendo el medalla de bronce, repitiendo la hazaña de Gustavo Borges, el último brasileño en obtener una medalla olímpica en este evento. Scheffer rebajó el récord sudamericano en casi 1 segundo en los Juegos Olímpicos para ganar la medalla.

### 2021–24
En el Campeonato Mundial de Natación en Piscina Corta de 2021 en Abu Dhabi, Emiratos Árabes Unidos, en el relevo 4 × 200 m libre masculino, el relevo brasileño, integrado por Scheffer, Murilo Sartori, Kaique Alves y Breno Correia, volvió a obtener medalla, ahora bronce, manteniendo el buen desempeño de 2018, cuando Brasil ganó el oro batiendo el récord mundial. También terminó séptimo en los 200 m libre.
En el Campeonato Mundial de Natación de 2022 celebrado en Budapest, Hungría, no tuvo una buena actuación en los 200 m libres, finalizando en el noveno lugar con un tiempo de 1:46.11. Se recuperó en la prueba de relevos 4 × 200 metros libres masculinos, compuesta por Scheffer, Vinicius Assunção, Murilo Sartori y Breno Correia, donde la selección brasileña batió el récord sudamericano dos veces seguidas, en las eliminatorias y en la final, alcanzando un tiempo de 7:04.69, y obteniendo un inédito cuarto puesto en los Campeonatos del Mundo de larga distancia. La selección brasileña no consiguió medalla por la excepcional actuación de Tom Dean, al cerrar el relevo británico.

## Palmarés internacional
| Juegos Olímpicos                                | Juegos Olímpicos | Juegos Olímpicos  | Juegos Olímpicos      |
| Año                                             | Lugar            | Medalla           | Prueba                |
| ----------------------------------------------- | ---------------- | ----------------- | --------------------- |
| 2020                                            | Tokio (Japón)    | Medalla de bronce | 200 m libres          |
| Campeonato Mundial de Natación en Piscina Corta |                  |                   |                       |
| Año                                             | Lugar            | Medalla           | Prueba                |
| 2018                                            | Hangzhou (China) | Medalla de oro    | 4 x 200 metros libres |
| Juegos Panamericanos                            |                  |                   |                       |
| Año                                             | Lugar            | Medalla           | Prueba                |
| 2019                                            | Lima (Perú)      | Medalla de oro    | 200 m libres          |
| 2019                                            | Lima (Perú)      | Medalla de plata  | 400 m libres          |
| 2019                                            | Lima (Perú)      | Medalla de oro    | 4 x 200 m libres      |